# E29 (Maleisië)

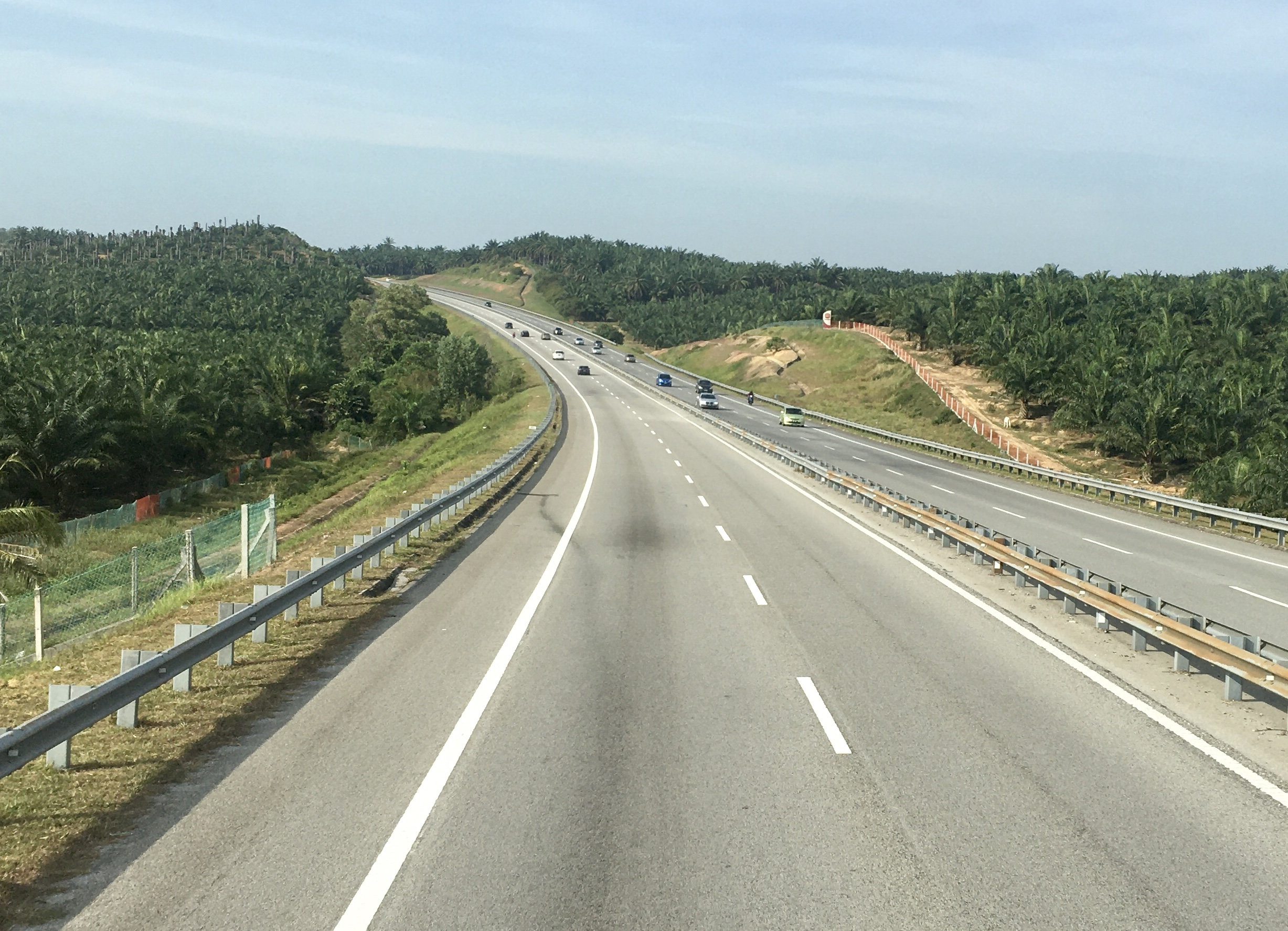
De E29

De E29 of Lebuhraya Seremban–Port Dickson (Seremban–Port Dickson Highway (SPDH)) is een autosnelweg in Maleisië. De snelweg is 24 kilometer lang en verbindt Seremban met Port Dickson. De E29 werd afgewerkt in 1998.
E1 ·
E2 ·
E3 ·
E4 ·
E5 ·
E6 ·
E7 ·
E8 ·
E9 ·
E10 ·
E11 ·
E12 ·
E13 ·
E14 ·
E15 ·
E16 ·
E17 ·
E18 ·
E19 ·
E20 ·
E21 ·
E22 ·
E23 ·
E24 ·
E25 ·
E26 ·
E27 ·
E28 ·
E29 ·
E30 ·
E31 ·
E32 ·
E33 ·
E35 ·
E36 ·
E37 ·
E38 ·
E39 ·